# Ебя (Вілюйський улус)
Ебя (рос. Эбя) — село у Вілюйському улусі Республіки Сахи Російської Федерації.
Населення становить 475 осіб. Належить до муніципального утворення Жемконський наслег.

## Географія

### Клімат
| Клімат Ебя                | Клімат Ебя | Клімат Ебя | Клімат Ебя | Клімат Ебя | Клімат Ебя | Клімат Ебя | Клімат Ебя | Клімат Ебя | Клімат Ебя | Клімат Ебя | Клімат Ебя | Клімат Ебя | Клімат Ебя |
| Показник                  | Січ.       | Лют.       | Бер.       | Квіт.      | Трав.      | Черв.      | Лип.       | Серп.      | Вер.       | Жовт.      | Лист.      | Груд.      | Рік        |
| Середній максимум, °C     | −34,5      | −28,5      | −14,4      | −1,3       | 9,8        | 20,2       | 23,6       | 19,7       | 9,9        | −4,4       | −23,4      | −32        | −4         |
| Середня температура, °C   | −38        | −33        | −21,1      | −8         | 4,3        | 13,9       | 17,4       | 13,7       | 5,1        | −8,2       | −27,1      | −35,5      | −9         |
| Середній мінімум, °C      | −41,4      | −37,4      | −27,7      | −14,7      | −1,2       | 7,7        | 11,2       | 7,8        | 0,4        | −11,9      | −30,7      | −39        | −14        |
| Норма опадів, мм          | 11         | 8          | 9          | 11         | 22         | 39         | 49         | 40         | 33         | 26         | 19         | 15         | 282        |
| ------------------------- | ---------- | ---------- | ---------- | ---------- | ---------- | ---------- | ---------- | ---------- | ---------- | ---------- | ---------- | ---------- | ---------- |
| Джерело: climate-data.org |            |            |            |            |            |            |            |            |            |            |            |            |            |

## Історія
Згідно із законом від 30 листопада 2004 року органом місцевого самоврядування є Жемконський наслег.

## Населення
| 2002 | 2010 | 2012 | 2013 | 2014 | 2015 | 2016 |
| ---- | ---- | ---- | ---- | ---- | ---- | ---- |
| 472  | ↗483 | ↗485 | ↘478 | ↘475 | ↘473 | ↗479 |
| 2017 | 2018 |      |      |      |      |      |
| →479 | ↘475 |      |      |      |      |      |